# 라이프 특별조사팀
《라이프 특별조사팀》은 MBC에서 2008년 4월 13일부터 2008년 6월 29일까지 방영된 시즌드라마의 세 번째 작품이다.

## 등장 인물

### 주요 인물
- 엄기준 : 박찬호 역
- 심은진 : 주강이(29세) 역 - 조사 경력 5년차, 대리
- 김흥수 : 공철수(29세) 역 - 신입사원
- 정규수 : 배동식(44세) 역 - 조사경력 12년차, 팀장
- 이두일 : 여한수(41세) 역 - 조사경력 9년차, 과장
- 솔비 : 정주리(23세) 역 - 사무직원
- 김새롬 : 진선미 역 - 서무

## 참고 사항
- 이 프로그램의 홈페이지에서는 기획의도와 등장 인물에 대해 시청자가 직접 편집할 수 있도록 하였다.